# هنگ وستربوتنز
هنگ وستربوتنز (به سوئدی: Västerbottens regemente) یک هنگ پیاده‌نظام بوده که بخشی از ارتش سوئد محسوب میشده است.
این هنگ مابین سال‌های ۱۶۲۴ تا ۲۰۰۰ میلادی فعال بوده است.

## مبارزات
- جنگ لهستان-سوئد (۱۶۰۰–۱۶۲۹)
- جنگ سی‌ساله (۱۶۳۰–۱۶۴۸)
- جنگ‌های شمالی (۱۶۵۵–۱۶۶۱)
- جنگ اسکونه (۱۶۷۴–۱۶۷۹)
- جنگ بزرگ شمالی (۱۷۰۰–۱۷۲۱)
- جنگ روسو-سوئد (۱۷۴۱–۱۷۴۳)
- جنگ هفت ساله (۱۷۵۷–۱۷۶۲)
- جنگ روسو-سوئد (۱۷۸۸–۱۷۹۰)
- جنگ فنلاند (۱۸۰۸–۱۸۰۹)
- جنگ سوئد-نروژ (۱۸۱۴)

## مکان‌ها
| محل تمرین یا شهر پادگان | از         |   | تا         |
| ----------------------- | ---------- | - | ---------- |
| گامبودا هد              | ۱۶۴۹       | – | ۱۸۹۸       |
| واناس لاگر              | ۱۶۴۹       | – | ۱۹۰۹-۰۳-۳۱ |
| اومئو                   | ۱۹۰۹-۰۴-۰۱ | – | ۲۰۰۰-۰۶-۳۰ |